# Белов, Александр Фёдорович (генерал-лейтенант)
Александр Фёдорович Белов (укр. Олександр Федорович Бєлов; 3 февраля 1951, Запорожье — 22 февраля 2025, Киев) — украинский государственный деятель. С 12 июня по 25 октября 2001 года — заместитель главы Администрации президента. Заслуженный деятель науки и техники Украины (2001), генерал-лейтенант. Доктор социологических наук. Директор Национального института стратегических исследований (1996—2001).

## Биография
Родился 3 февраля 1951 года в городе Запорожье. Окончил радиотехнический техникум. В 1977 году окончил исторический факультет Запорожского государственного педагогического института. Армейскую службу проходил в пограничных войсках на Дальнем Востоке в Зеленом Клину на озере Ханка. Службу закончил в звании старшины.
С 1977 года преподавал в 1-й школе в городе Запорожье. В органы пришёл в 1979 году младшим оперуполномоченным.
С 1996 по 2001 год — заместитель секретаря Совета национальной безопасности и обороны Украины — директор Национального института стратегических исследований.
С 12 июня по 25 октября 2001 года — заместитель главы Администрации президента Украины — руководитель Главного управления по вопросам внутренней политики Администрации президента Украины.
С 2001 по 2004 год — советник председателя Службы безопасности Украины, руководитель рабочей группы Государственной комиссии по вопросам реформирования Вооружённых Сил Украины.
С 7 июля по 19 декабря 2005 года — заместитель председателя Службы безопасности Украины.
Скончался 22 февраля 2025 года на 75-м году жизни.

## Автор научных трудов
- Стратегія національної безпеки України в контексті досвіду світової спільноти: зб. ст. за матеріалами міжнар. конф. / Національний ін-т стратегічних досліджень, Центр міжнародної безпеки та стратегічних студій; голов. ред. О. Ф. Бєлов. — К. : ТОВ ВКФ «Сатсанга», 2001. — 224 с. — ISBN 966-554-037-8
- Національна безпека України, 1994—1996 рр.: наукова доповіль НІСД / Рада національної безпеки і оборони України, Національний ін-т стратегічних досліджень; ред. О. Ф. Бєлов [та ін]. — К. : [б.в.], 1997. — 198 с. — ISBN 966-554-001-7[7]
- Історія Державного герба України: наук.-метод. посіб. / О. Бєлов, Г. Шаповалов ; Укр. ін-т нац. пам’яті [та ін.]. — К. ; Запоріжжя: АА Тандем, 2011. — 92 с. : іл. — Бібліогр. в кінці глав. — Бібліогр.: с. 79-90. — 300 экз. — ISBN 978-966-488-079-1.
- Український тризуб: історія дослідження та історичний реконструкт: монографія / О. Бєлов, Г. Шаповалов ; НАН України, Інститут української археографії та джерелознавства ім. М. С. Грушевського. — К. ; Запоріжжя: Дике Поле, 2008. — 264 c. — Бібліогр.: с. 240—255

## Награды и звания
- Лауреат Государственной премии Украины в области науки и техники (2002)
- Почётное звание «Заслуженный деятель науки и техники Украины» (3 февраля 2001)[8]
- Почётный доктор Национального института стратегических исследований (2012)
- Доктор социологических наук